# NGC 2873
NGC 2873 is een spiraalvormig sterrenstelsel in het sterrenbeeld Leeuw. Het hemelobject werd op 22 februari 1857 ontdekt door de Ierse astronoom William Parsons.

## Synoniemen
- MCG 2-24-9
- NPM1G +11.0198
- PGC 26742